# Волоська сільська рада
| Волоська сільська рада — орган місцевого самоврядування у Дніпровському районі Дніпропетровської області з адміністративним центром у c. Волоське. Сільській раді підпорядковані населені пункти: - c. Волоське - с. Майорка - с. Ракшівка - с. Червоний Садок |

Населення зменшилося з 1 910 мешканців у 1959 р. до 1 638 у 2005 р.

## Склад ради
Рада складається з 16 депутатів та голови.

## Керівний склад сільської ради
| ПІБ                        | Основні відомості                                                         | Дата обрання | Дата звільнення |
| -------------------------- | ------------------------------------------------------------------------- | ------------ | --------------- |
| Малаканов Віктор Борисович | Сільський голова, 1964 року народження, освіта                            | 26.03.2006   | 31.10.2010      |
| Малаканов Віктор Борисович | Сільський голова, 1962 року народження, освіта вища, член Партії регіонів | 31.10.2010   | 10.11.2015      |

Примітка: таблиця складена за даними джерела